# Ammannia sagittifolia
Ammannia sagittifolia är en fackelblomsväxtart som först beskrevs av Otto Wilhelm Sonder, och fick sitt nu gällande namn av S.A.Graham och Gandhi. Ammannia sagittifolia ingår i släktet Ammannia och familjen fackelblomsväxter.

## Underarter
Arten delas in i följande underarter:
- A. s. ericiformis
- A. s. swaziensis